# Anastasia Kuleshova
Anastasia Nikolayevna Kuleshova (russe : Анастасия Николаевна Кулешова) est une fondeuse russe, née Sedova le 4 février 1995 à Sarov. Médaillée de bronze sur le relais 4 x 5 kilomètres lors des Jeux olympiques de 2018 à Pyeongchang, elle remporte également une médaille de bronze mondiale sur cette épreuve, lors des championnats du monde 2019 de Seefeld.

## Biographie
Anastasia Sedova connaît une carrière junior couronnée de plusieurs succès dont notamment la médaille d'or sur le cinq kilomètres des Jeux olympiques de la jeunesse d'hiver de 2012 où elle remporte l'argent sur le relais mixte. Au Festival olympique de la jeunesse européenne 2013, elle empoche deux médailles d'or et une en argent. Elle gagne au total six médailles aux Championnats du monde junior dont trois en argent sur le relais en 2013, 2014 et 2015, une en argent sur le cinq kilomètres en 2015 et deux en bronze sur le cinq kilomètres en 2013 et 2014. Chez les moins de 23 ans, elle est championne du monde du dix kilomètres classique 2016.
En 2016, elle gagne même son premier titre de championne de Russie chez les séniors, sur le skiathlon.
Elle est débutante dans la Coupe du monde en novembre 2016 à Ruka, où elle est 19e du dix kilomètres classique. Lors de cette saison 2016-2017, elle obtient son premier top 10 à Otepää avec une septième place du dix kilomètres classique. Lors des championnats du monde de Lahti, elle termine neuvième du skiathlon onzième du dix kilomètres et cinquième sur le relais.
Lors de la saison 2017-2018, elle termine neuvième du dix kilomètres classique lors du Nordic Opening dusputé à Ruka, terminant à la 18e place du mini-tour. Elle obtient un nouveau top 10 à Toblach lors d'un dix kilomètres. Lors du tour de ski, elle obtient une onzième place de la poursuite de Lenzerheide, où elle réalise le deuxième temps, puis termine neuvième à Oberstdorf d'une mass-start en style libre, septième de la mass-start en style classique de Val di Fiemme avant de réaliser le dixième temps lors de la montée finale de l'Alpe Cermis, terminant septième du tour de ski. Elle se rend ensuite aux championnats du monde des moins de 23 ans à Goms où elle s'impose sur le skiathlon devant ses compatriotes Natalia Nepryaeva et Yana Kirpichenko . Lors des Jeux olympiques de Pyeongchang, elle termine douzième du skiathlon, huitième du dix kilomètres et onzième du trente kilomètres. Sur le dix kilomètres. Elle est alignée en première position, en style classique, du relais, elle est associée à Natalia Nepryaeva, Yulia Belorukova, occupant la troisième position Anastasia Sedova et Anna Nechaevskaya le dernier relais, équipe qui termine troisième derrière la Norvège et la Suède. Elle termine sa saison de coupe du monde par une 22e place aux Finales disputées à Falun. Elle termine deuxième derrière Natalia Nepryaeva du classement de la Coupe du monde des moins de 23 ans. Elle termine seizième du classement général.

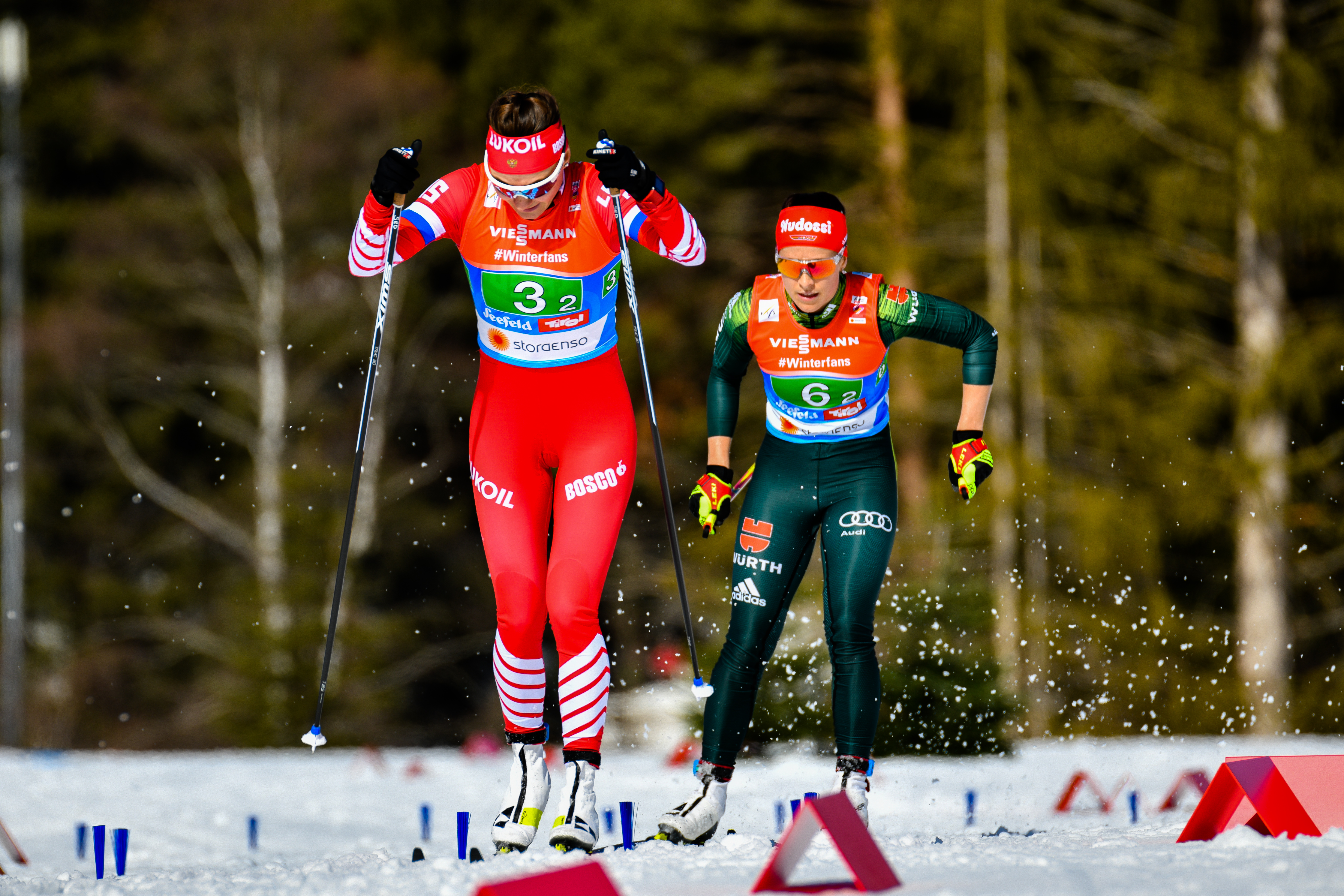
Anastasia Sedova sur le relais des championnats du monde de Seefeld.

Elle dispute sa première course sur la coupe du monde à Beitostolen où elle termine cinquième d'un quinze kilomètres libre, avant de terminer quatrième le lendemain avec le relais de l'équipe de Russie. À Davos, elle termine huitième d'un dix kilomètres libre. Sur le tour de ski, elle termine troisième du dix kilomètres de Toblach remporté par Nepryaeva. À Oberstdorf, elle termine troisième du dix kilomètres mass-start d'Oberstdorf, elle termine à 6 s du duo Ingvild Flugstad Østberg - Nepryaeva. Elle termine de nouveau troisième d'une étape, sur la mass-start classique de Val di Fiemme. Elle réalise le troisième temps de la montée finale de l'Alpe Cermis pour terminer au quatrième rang du classement général du tour. Lors des championnats du monde de Seefeld, elle termine neuvième du skiathlon, sixième du dix kilomètres. Belorukova et Sedova disputent les deux relais disputés en style classique, avant de transmettre à Nechaevskaya, Nepryaeva assurant le dernier relais et remportant la médaille de bronze. Elle termine ses championnats par une 14e place sur le trente kilomètres.
Elle déclare forfait pour la saison 2019-2020 en raison d'une grossesse.

## Vie privée
Son frère Petr Sedov est aussi fondeur de niveau international.

## Palmarès

### Jeux olympiques d'hiver
| Épreuve / Édition   | Sprint                           | Sprint    | 10 km | 10 km                            | Skiathlon 2 × 7,5 km | 30 km | Relais | Relais                              |
| Épreuve / Édition   | libre                            | classique | libre | classique                        | Skiathlon 2 × 7,5 km | 30 km | Sprint | 4 × 5 km                            |
| JO 2018 Pyeongchang | Épreuve inexistante à cette date | —         | 8e    | Épreuve inexistante à cette date | 12e                  | 11e   | —      | Médaille de bronze, Jeux olympiques |

Légende :
- : troisième place, médaille de bronze
- : pas d'épreuve
- — : Non disputée par Sedova

### Championnats du monde
| Épreuve / Édition     | Sprint | Sprint                           | 10 km                            | 10 km     | Skiathlon 2 × 7,5 km | 30 km | Relais | Relais                    |
| Épreuve / Édition     | libre  | classique                        | libre                            | classique | Skiathlon 2 × 7,5 km | 30 km | Sprint | 4 × 5 km                  |
| Mondiaux 2017 Lahti   | —      | Épreuve inexistante à cette date | Épreuve inexistante à cette date | 11e       | 9e                   | —     | —      | 5e                        |
| Mondiaux 2019 Seefeld | —      | Épreuve inexistante à cette date | Épreuve inexistante à cette date | 6e        | 9e                   | 14e   | —      | Médaille de bronze, monde |

Légende
- : troisième place, médaille de bronze:
- : pas d'épreuve
- — : Non disputée par Sedova

### Coupe du monde
- Meilleur classement général : 12e en 2019.

#### Courses par étapes
- Tour de ski : 
  - 4e en 2019.
  - 4 podiums d'étape.

#### Classements par saison
| Saison / Épreuve | Général' | Général' | Distance | Distance | Sprint | Sprint |    | Tour de ski depuis 2007 | Finales depuis 2008 Ski tour Canada (2016) | Nordic Opening depuis 2011 |
| ---------------- | -------- | -------- | -------- | -------- | ------ | ------ | -- | ----------------------- | ------------------------------------------ | -------------------------- |
| Saison / Épreuve | Place    | Points   | Place    | Points   | Place  | Points |    | Tour de ski depuis 2007 | Finales depuis 2008 Ski tour Canada (2016) | Nordic Opening depuis 2011 |
| 2017             | 40e      | 146      | 29e      | 124      |        |        | —  | 26e                     | 25e                                        |                            |
| 2018             | 16e      | 474      | 14e      | 286      |        |        | 7e | 22e                     | 18e                                        |                            |
| 2019             | 12e      | 613      | 9e       | 377      | 73e    | 6      | 4e | 16e                     | —                                          |                            |

### Championnats du monde junior et desmoins de 23 ans
| Épreuve / Édition           | Sprint                           | Sprint                           | 10 km                            | 10 km                            | Skiathlon | Relais                   |
| Épreuve / Édition           | libre                            | classique                        | libre                            | classique                        | Skiathlon | Relais                   |
| Mondiaux 2013 Liberec       | Épreuve inexistante à cette date | —                                | Médaille de bronze, monde        | Épreuve inexistante à cette date | 4e        | Médaille d'argent, monde |
| Mondiaux 2014 Val di Fiemme | —                                | Épreuve inexistante à cette date | Épreuve inexistante à cette date | Médaille de bronze, monde        | 6e        | Médaille d'argent, monde |
| Mondiaux 2015 Almaty        | —                                | Épreuve inexistante à cette date | Médaille d'argent, monde         | Épreuve inexistante à cette date | 5e        | Médaille d'argent, monde |

| Épreuve / Édition        | Sprint | Sprint                           | 10 km                            | 10 km                     | Poursuite 2 × 7,5 km             |
| Épreuve / Édition        | libre  | classique                        | libre                            | classique                 | Poursuite 2 × 7,5 km             |
| Mondiaux M23 2016 Râșnov | —      | Épreuve inexistante à cette date | Médaille d'or, monde             | Médaille de bronze, monde | Épreuve inexistante à cette date |
| Mondiaux M23 2018 Goms   | —      | Épreuve inexistante à cette date | Épreuve inexistante à cette date | —                         | Médaille d'or, monde             |

### Jeux olympiques de la jeunesse
- Médaille d'or du cinq kilomètres en 2012 à Innsbruck.
- Médaille d'argent du relais ski de fond/biathlon en 2012.

### Festival olympique de la jeunesse européenne
- Médaille d'or sur cinq kilomètres classique en 2013 à Rasnov.
- Médaille d'or du relais mixte en 2013.
- Médaille d'argent sur 7,5 km libre en 2013.

### Coupe d'Europe de l'est
- 2 podiums.

### Championnats de Russie
- Championne du skiathlon en 2016 et 2019.
- Championne du trente kilomètres classique en 2017.